# (149884) Radebeul
(149884) Radebeul ist ein Asteroid des Hauptgürtels. Er wurde am 9. September 2005 von Martin Fiedler vom Astroclub Radebeul e. V. an der Volkssternwarte Adolph Diesterweg in Radebeul entdeckt.
Der Asteroid ist nach der Stadt Radebeul in Sachsen benannt.

## Weblinks

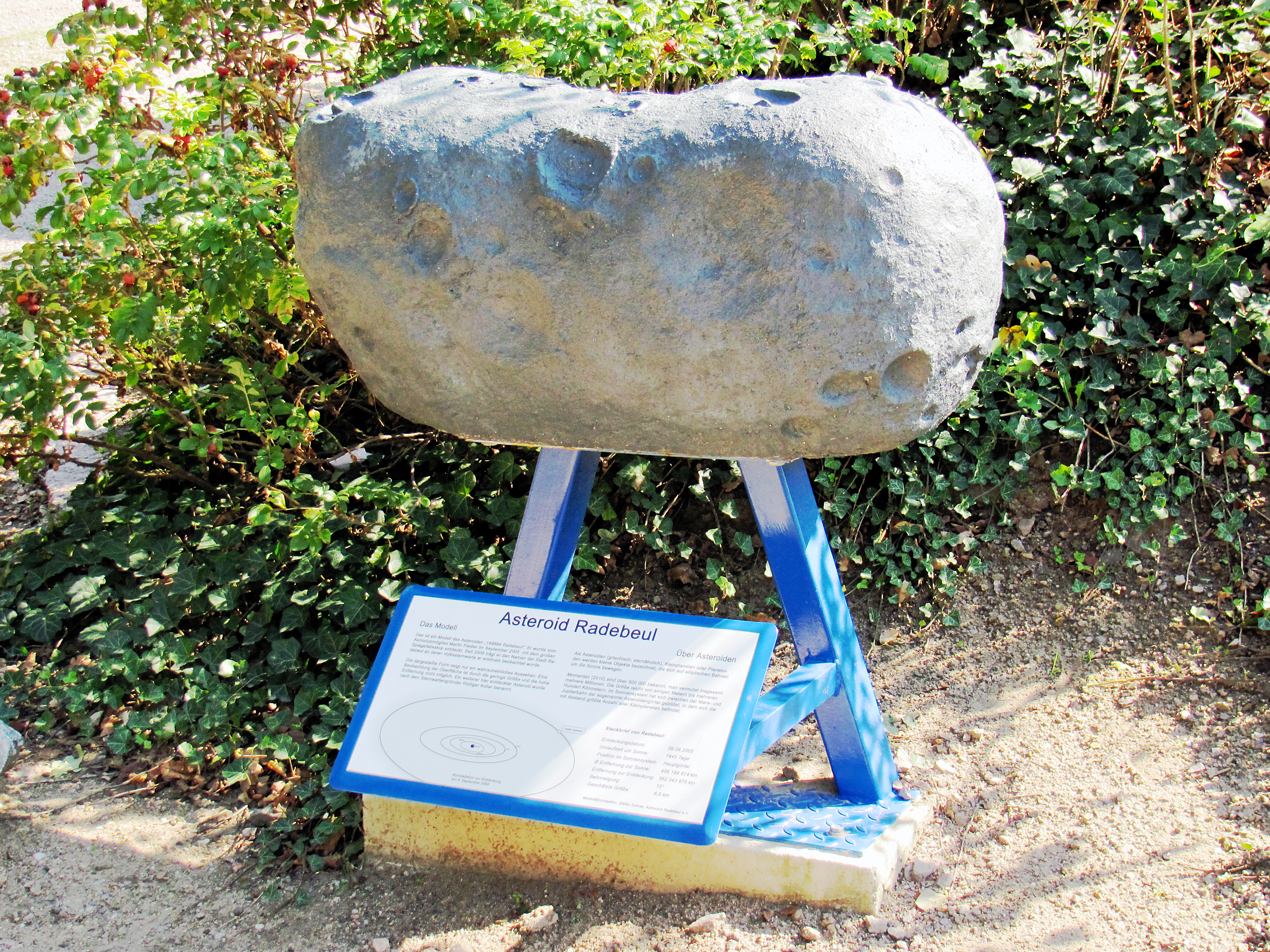
Modell des Asteroiden Radebeul auf dem Freigelände der Sternwarte.